# 阿尔萨克
阿尔萨克（法語：Arsac，法語發音：[aʁsak]）是法国吉伦特省的一个市镇，属于莱斯帕尔梅多克区。

## 地理
阿尔萨克（44°59'49"N, 0°41'19"W）面积32.6 平方千米，位于法国新阿基坦大区吉倫特省，该省份为法国西南部沿海省份，是法國本土面积最大的省，北起滨海夏朗德省，西临大西洋，南至朗德省，东南接洛特-加龍省，东临多爾多涅省。
与阿尔萨克接壤的市镇（或旧市镇、城区）包括：阿旺桑、拉巴尔德、马科、马尔戈-康特纳克、勒皮扬梅多克、圣欧班德梅多克。

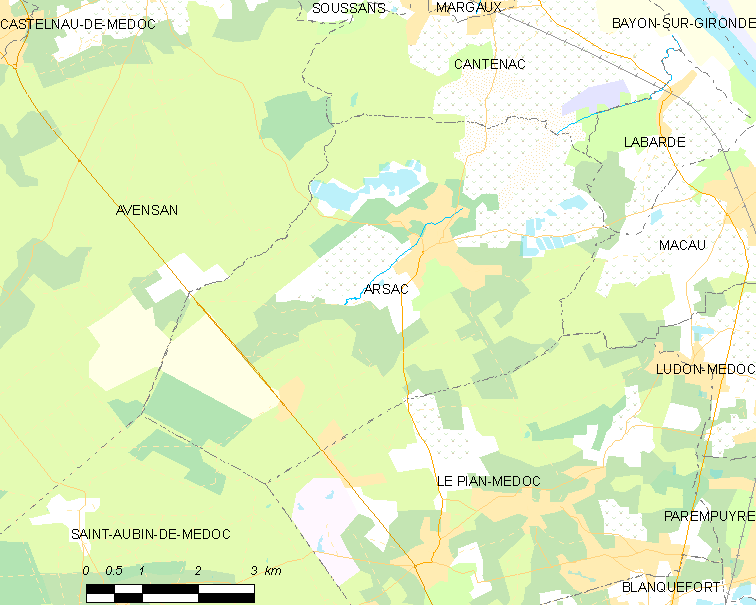
阿尔萨克的OSM定位图

阿尔萨克的时区为UTC+01:00、UTC+02:00（夏令时）。

## 行政
阿尔萨克的邮政编码为33460，INSEE市镇编码为33012。

## 政治
阿尔萨克所属的省级选区为南梅多克县。

## 人口

1962-2008年间阿尔萨克人口变化图示

阿尔萨克于2022年1月1日时的人口数量为4040人。